# Johan Albrecht I van Mecklenburg-Güstrow
Johan Albrecht I van Mecklenburg-Güstrow (Güstrow, 23 december 1525 - Schwerin, 12 februari 1576) was van 1547 tot 1556 hertog van Mecklenburg-Güstrow en van 1556 tot aan zijn dood hertog van Mecklenburg-Schwerin. Hij behoorde tot het huis Mecklenburg.

## Levensloop
Johan Albrecht was de oudste zoon van hertog Albrecht VII van Mecklenburg-Güstrow en diens echtgenote Anna, dochter van keurvorst Joachim I Nestor van Brandenburg. Hij werd tot op 13-jarige leeftijd opgevoed door de papistische vicaris Johannes Sperling. In 1539 zond zijn vader hem naar het hof van zijn oom, de protestantse keurvorst Joachim II Hector van Brandenburg, waar hij samen met diens zoon Johan George werd opgeleid. Van 1541 tot 1544 studeerden zowel Johan Albrecht als Johan George aan de Universiteit van Frankfurt an der Oder. Toen hij terugkeerde naar Mecklenburg was hij een devoot aanhanger van het protestantisme geworden, maar niettemin moest hij van zijn vader bij de Schmalkaldische Oorlog aan de zijde van de keizer van het Heilige Roomse Rijk vechten.
Na de dood van zijn vader in 1547 werd Johan Albrecht samen met zijn broers Ulrich III en George door keizer Karel V beleend met het hertogdom Mecklenburg-Güstrow. In feite bestuurde Johan Albrecht dit hertogdom alleen, want Magnus II werd in 1550 administrator van het Prinsbisdom Schwerin en George, die in 1552 sneuvelde bij het beleg van Frankfurt am Main, vocht in de Schmalkaldische Oorlog.
Als trouwe aanhanger van het protestantisme engageerde Johan Albrecht zich ertoe om de Reformatie in zijn gebieden te introduceren, in tegenstelling tot zijn vader die niet van de Reformatie wilde weten. In 1549 werd bij een vergadering van de Staten onder leiding van Johan Albrecht het lutheranisme ingesteld als officiële staatsgodsdienst van Mecklenburg-Güstrow. In februari 1550 sloot hij een verdedigingsalliantie met markgraaf Johan I van Brandenburg-Küstrin en hertog Albrecht van Pruisen en op 22 mei 1551 sloot hij het geheime verdrag van Torgau met de andere protestantse vorsten in het noorden van Duitsland. Dit verdrag vormde de basis van de Vorstenopstand die in 1552 werd gevoerd tegen keizer Karel V en waaraan Johan Albrecht deelnam.
In 1552 stierf hertog Johan Albrecht van Mecklenburg-Schwerin zonder mannelijke erfgenamen en erfde Johan Albrecht dit hertogdom. Zijn broer Ulrich claimde echter ook dit hertogdom en tekende protest aan bij keizer Karel V, waarna er een hevige erfstrijd tussen beide broers ontstond. In 1556 werd het dispuut opgelost door het Edict van Ruppin opgesteld door keurvorst Joachim II Hector van Brandenburg, waarbij Johan Albrecht het hertogdom Mecklenburg-Schwerin en Ulrich het hertogdom Mecklenburg-Güstrow kreeg.
Johan Albrecht werd beschouwd als een moderne Renaissancevorst die een beschermer was van kunst en wetenschappen en een openstond voor de wetenschappelijke ontdekkingen in die tijd. Hij was een groot voorstander van de Reformatie en moderniseerde de staat. Johan Albrecht bezat een uitgebreide bibliotheek die later in het bezit kwam van de Universiteit van Rostock. Hij had een grote interesse in wetenschappelijke instrumenten, astronomie en cartografie en stelde Tillemann Stella aan als hofbibliothecaris en -cartograaf. Beide mannen bezochten samen het keizerlijk hof in Wenen, waar ze moderne architectuur en fortificatietechnieken bestudeerden die later ook in Mecklenburg werden toegepast. Het was ook Johan Albrecht die verantwoordelijk was voor de bouw van het Mecklenburgse hertogelijke hof in Wismar, de uitbreiding van verschillende kastelen en de constructie van moderne fortificaties. Zijn belangrijkste verwezenlijking was de oprichting van verschillende hogescholen: in Güstrow (1552), Schwerin (1553) en Parchim (1554).
In februari 1576 stierf Johan Albrecht op 50-jarige leeftijd.

## Huwelijk en nakomelingen
Op 24 februari 1555 huwde hij met Anna Sophia (1527-1591), dochter van hertog Albrecht van Pruisen. Ze kregen drie kinderen:
- Albrecht (1556-1561)
- Johan VII (1558-1592), hertog van Mecklenburg-Schwerin
- Sigismund August (1560-1600), hertog van Mecklenburg